# Carlo Maria Pedicini

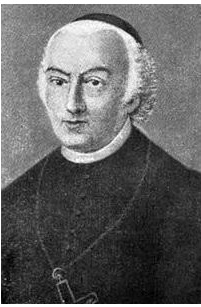
Carlo Maria Pedicini, um 1840

Carlo Maria Pedicini (* 2. November 1769 in Benevento; † 19. November 1843 in Rom) war ein italienischer Kardinal der Römischen Kirche.

## Leben
Pedicini studierte von 1783 bis 1789 am Collegio Nazareno. Nach Beendigung einer juristischen Ausbildung bei Alessandro Macedonio absolvierte er von 1790 bis 1792 eine Ausbildung an der Päpstlichen Diplomatenakademie. Er war zunächst Privatkämmerer und Hofmeister des Pius VI. 1792 wurde er Referent am Obersten Gerichtshof der Apostolischen Signatur. 1794 wurde er Konsultor der Ritenkongregation. 1795 wurde er Prälat des tridentinischen Rates. Nach Amtsantritt von Papst Pius VII. wurde er Richter („Realtor“) an der römischen Kurie, ab 1801 war er Prälat der Kongregation für die kirchliche Immunität. Nach dem Italienfeldzug und der Einnahme Roms durch Napoléon Bonaparte wurde er 1808 zum Prosekretär der Kurie bestellt. Kardinalprotodiakon Agostino Rivarola beorderte ihn 1814 in das vatikanische Staatssekretariat mit dem Ziel der Neustrukturierung des Kirchenstaates. Er war zusammen mit Giovanni Barberi für das Gesundheitssystem des Vatikans zuständig. Kurz darauf wurde er Sekretär von Giovanni Battista Quarantotti, dem Präfekten der Propaganda Fide. Am 26. März 1815 empfing er die Priesterweihe. 1816 wurde er Sekretär des Kardinalskollegiums.
Papst Pius VII. ernannte ihn am 10. März 1823 zum Kardinal im Rang eines Kardinalpriesters mit der Titelkirche Santa Maria in Via. Leo XII. ernannte ihn 1828 zum Kardinalpriester mit der Titelkirche Santa Maria della Pace. 1830 wurde er durch Papst Pius VIII. zum Kardinalbischof und zum Bischof des suburbikarischen Bistums Palestrina ernannt. Die Bischofsweihe spendete ihm am 15. August 1830 in der römischen Kirche S. Maria in Campitelli Kardinaldekan Bartolomeo Pacca, Bischof von Ostia e Velletri; Mitkonsekratoren waren Giuseppe Della Porta Rodiani, Titularpatriarch von Konstantinopel, und Lorenzo Girolamo Mattei, Titularpatriarch von Antiochien. 1831 bestellte ihn Papst Gregor XVI. zum Präfekten der Congregatio de Propaganda Fide. 1834 erhielt er zusätzlich die Titelkirche San Lorenzo in Damaso in commendam. 1837 wurde er Präfekt der Ritenkongregation. 1840 erfolgte die Ernennung zum Kardinalbischof und Bischof des suburbikarischen Bistums Porto-Santa Rufina. 1840/1841 war er Kämmerer des Kardinalskollegiums. Er war Teilnehmer der Konklaven 1823, 1829 und 1830–1831.
Pedicini war Spiritual der Mystikerin Anna Maria Taigi; er war Initiator ihrer Seligsprechung.
Carlo Maria Pedicini wurde beigesetzt in der Kirche San Lorenzo in Damaso.